# Copa Ciudad de La Serena 1980
La Copa Ciudad de La Serena 1980 corresponde al primer torneo de la Copa Ciudad de La Serena realizada el Estadio La Portada de la ciudad nortina de La Serena, los días 5 y 7 de febrero.
El campeón fue Deportes Aviación. 

## Datos de los equipos participantes
| Equipo            | Calidad                                                       |
| ----------------- | ------------------------------------------------------------- |
| Coquimbo Unido    | Anfitrión y séptimo de la Primera División de Chile 1979      |
| Deportes Aviación | Invitado y decimoprimero en la Primera División de Chile 1979 |
| Chacarita Juniors | Invitado y descendido en 1979 a la Primera B Argentina.       |
| Banfield          | Invitado. Compite en la Primera B de Argentina desde 1978.    |

### Modalidad
Jugado bajo el sistema de eliminación directa en dos fechas. Los dos primero lugares lo definen los equipos ganadores de la primera jornada y para determinar el tercer y cuarto lugar juegan los equipos que resultaron perdedores en la primera fecha, así resulta campeón aquel equipo que ganó sus dos partidos.

## Partidos

### Semifinales
| 5 de febrero de 1980                         | Banfield | 2:2 | Chacarita Juniors | Estadio La Portada, La Serena |  |
| En definición a penales ganó Banfield 5 – 3. |          |     |                   |                               |  |

| 5 de febrero de 1980 | Deportes Aviación | 2:1 | Coquimbo Unido | Estadio La Portada, La Serena |  |

### Tercer lugar
| 7 de febrero de 1980 | Chacarita Juniors | 3:0 | Coquimbo Unido | Estadio La Portada, La Serena |  |

### Final
| 7 de febrero de 1980 | Deportes Aviación | 3:1 | Banfield | Estadio La Portada, La Serena |  |

## Campeón
| Chile             |
| Deportes Aviación |